# Embelia microcalyx
Embelia microcalyx är en viveväxtart som beskrevs av Wilhelm Sulpiz Kurz. Embelia microcalyx ingår i släktet Embelia och familjen viveväxter. Inga underarter finns listade i Catalogue of Life.